# Иоанно-Богословская церковь (Калачёвский)
Иоанно-Богословская церковь (Церковь Иоанна Богослова) — утраченный православный храм в хуторе Калачёвский Киквидзенского района Волгоградской области.

## История
Церковь была заложена в 1882 году и построена в 1884 году на средства прихожан. Строительство обошлось хуторянам в 14 300 рублей. Была она деревянная, с такой же колокольней, обе покрыты листовым железом. Престол в храме один — во имя Святого Апостола и Евангелиста Иоанна Богослова. По определению Святейшего синода от 31 мая 1884 года в церкви служили один настоятель и один псаломщик, а в 1885 году епархиальным начальством был также определён и дьякон.
Дома у священнослужителей — церковные, деревянные, крыты железом, на станичной юртовой земле. Также церкви принадлежали дом для церковно-приходской школы и караулка — оба деревянные, крытые железом. Церковно-приходская школа была учреждена 11 октября 1884 года.
Храм находился от консистории в 460 верстах, от благочинного — в 30 верстах. Ближайшие к нему церкви: на хуторе Высокодубровском, в 15 верстах, и в станице Преображенской — в 18 верстах. Хутора прихода: Калачёвский и Кузькина, а также 34-й отдел Войсковой земли. С 1884 по 1914 годы священником храма был Харлампий Павлович Соколов.
После Октябрьской революции Калачёвскую церковь сначала приспособили под колхозный зерносклад, затем под сельский клуб, а в середине 1970-х разобрали по брёвнам и камням.